# Friedelhausen
Friedelhausen ist ein Ortsteil der im rheinland-pfälzischen Landkreis Kusel gelegenen Ortsgemeinde Bosenbach. Der Ort liegt mitten im Nordpfälzer Bergland.

## Geschichte
Bis zum Ende des 18. Jahrhunderts gehörte Friedelhausen (damals noch Friedelshausen genannt) zum Herzogtum Pfalz-Zweibrücken und war der Schultheißerei Bosenbach und dem Oberamt Lichtenberg zugeordnet. In der sogenannten Franzosenzeit (1798 bis 1814) gehörte Friedelhausen zum Kanton Wolfstein im Département Donnersberg. Aufgrund der Beschlüsse auf dem Wiener Kongress (1815) wurde die Pfalz dem Königreich Bayern zugeordnet, Friedelhausen gehörte von 1818 an zum „Landkommissariat Kusel“ im Rheinkreis, 1862 in „Bezirksamt Kusel“ und 1939 in „Landkreis Kusel“ umbenannt. Nach dem Zweiten Weltkrieg kam die Pfalz und damit Friedelhausen zum damals neu gebildeten Land Rheinland-Pfalz.
Im Zuge der Mitte der 1960er Jahre begonnenen rheinland-pfälzischen Verwaltungsreform wurde Friedelhausen zum 1. Januar 1971 in die Nachbargemeinde Bosenbach eingegliedert.

## Politik
Friedelhausen ist der einzige Ortsbezirk der Ortsgemeinde Bosenbach. Auf die Bildung eines Ortsbeirats wurde verzichtet, die ehemals selbstständige Gemeinde hat aber einen ehrenamtlichen Ortsvorsteher.
Stefan Keller wurde am 15. September 2020 Ortsvorsteher von Friedelhausen. Die Wahl erfolgte durch den Ortsgemeinderat von Bosenbach.
Kellers Vorgänger Peter Emrich hatte das Amt 16 Jahre ausgeübt, und war zuletzt bei der Direktwahl am 26. Mai 2019 mit einem Stimmenanteil von 82,22 % in seinem Amt bestätigt worden.

## Sehenswürdigkeiten
Einziges Kulturdenkmal vor Ort ist die Alte Brücke; hierbei handelt es sich um eine 1764 errichtete Bruchsteinbrücke.